# Langford (Bedfordshire)
Pour les articles homonymes, voir Langford.

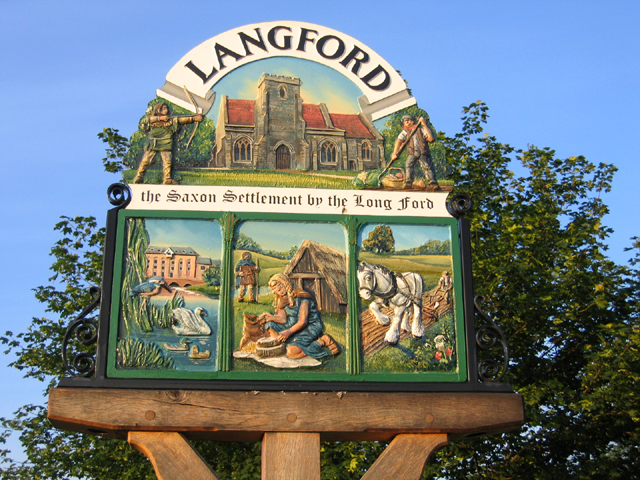
Détail de l'enseigne de Langford.

Langford est un village et une paroisse civile d'Angleterre, situé sur la rive est de la rivière Ivel dans le Bedfordshire.